# Dominique Picard (mathématicienne)
Pour les articles homonymes, voir Picard et Dominique Picard.
Dominique Picard, née le 3 mai 1952, est une mathématicienne française spécialiste de statistique mathématique.

## Biographie
Dominique Picard soutient une thèse d'État en statistique mathématique sous la direction de Didier Dacunha-Castelle en 1983.
Recrutée par le CNRS d'abord comme attachée de recherche puis comme chargée de recherche, elle travaille au laboratoire de probabilités de l'université Paris-Sud de 1976 à 1987. Sa carrière se poursuit ensuite comme professeure à l'université Paris-Diderot au sein du laboratoire de probabilités et modèles aléatoires (UMR 7599), dont elle assure la direction de 2005 à 2009. Elle a dirigé 22 étudiants en thèse.
En marge de ses activités de recherche, elle s'investit dans la diffusion scientifique vers le grand public,.
Indépendamment de son activité de mathématicienne, elle publie en 2022 un roman intitulé Dix Épées, aux éditions Au pont 9.

### Décoration
2011 :  Chevalière de la Légion d'honneur

## Travaux
Les travaux de Dominique Picard couvrent un large panorama des sciences statistiques de la théorie jusqu'aux applications parmi lesquelles
- Statistique des données de grandes dimensions ou données massives, parcimonie. ANR PARCIMONIE
- Estimation fonctionnelle, représentations multi-échelles, ondelettes, needlets. ACI COSMOSTAT.
- Applications statistiques en astrophysique (notamment pour l'étude du bruit de fond cosmologique, rayonnements en hautes énergies...): Contrat industriel COSMOSTAT.
- Applications aux questions énergétiques (prévision de consommation électrique, modélisation des énergies renouvelables...). ANR FOREWER[6] et contrats industriels avec RTE (entreprise).

## Reconnaissance
En 2004, elle est l'une des lauréates de l'IMS Medallion Lecture au sixième congrès mondial de la société Bernoulli et des 67e rencontres de l'Institut de statistique mathématique, à Barcelone,.
En 2006, elle est conférencière invitée au Congrès international des mathématiciens à Madrid ; son exposé s'intitule « Estimation in inverse problems and second-generation wavelets ».
En 2016, la conférence plénière Lucien Le Cam de la Société française de statistique (SFdS) lui est décernée.

## Publications
- Éléments de statistique asymptotique, avec Valentine Genon-Catalot, Springer, 1993
- Wavelets, Approximation, and Statistical Applications, avec Wolfgang Härdle, Gerard Kerkyacharian et Alexander Tsybakov, Springer, Lecture Notes in Statistics, 1998